# Салливан, Эрик Пер
Э́рик Пер Са́лливан (англ. Erik Per Sullivan; род. 12 июля 1991, Вустер, Массачусетс, США) — американский актёр, известный по роли Дьюи в телесериале «Малкольм в центре внимания».

## Биография
Эрик Пер Салливан родился в Вустере, штат Массачусетс. Его отец, Фред Салливан, — владелец мексиканского ресторана The Alamo в Милфорде, а мать, Энн, — шведка, ставшая гражданкой США в 2007 году. Он немного говорит по-шведски, а их семья каждый год посещает Швецию. В юном возрасте Салливан начал обучаться игре на пианино и саксофоне. У него есть чёрный пояс по тхэквондо.
Салливан обучался в Mount Saint Charles Academy в Вунсокете, штат Род-Айленд, прежде чем поступить в Академию Филлипса в Эксетере. С 2009 по 2010 год он обучался в Университете Южной Калифорнии.

## Карьера
Одними из первых ролей Салливана были роли в фильме «Правила виноделов» в 1999 году и в фильме ужасов «Вендиго» в 2000 году. В 2002 году он сыграл в фильме «Неверная», а в 2004 году в фильме «Рождество с неудачниками». В 2003 году Салливан озвучил героя мультфильма «В поисках Немо». В 2000 году он начал сниматься в телесериале «Малкольм в центре внимания», за роль в котором неоднократно номинировался на молодёжные премии «Молодой актёр» и Teen Choice Awards.

## Фильмография
| Год       |     | Русское название           | Оригинальное название     | Роль                   |
| --------- | --- | -------------------------- | ------------------------- | ---------------------- |
| 1998      | ф   | Армагеддон                 | Armageddon                |                        |
| 1999      | ф   | Правила виноделов          | The Cider House Rules     | Фаззи                  |
| 2000      | с   | Страна чудес               | Wonderland                | Такер Бенджер          |
| 2000—2006 | с   | Малкольм в центре внимания | Malcolm in the Middle     | Дьюи                   |
| 2001      | ф   | Вендиго                    | Wendigo                   | Майлз                  |
| 2001      | ф   | Приключения Джо Грязнули   | Joe Dirt                  | Джо Грязнуля в детстве |
| 2001      | с   |                            | Black of Life             | Джимми                 |
| 2002      | ф   | Неверная                   | Unfaithful                | Чарли Самнер           |
| 2002      | с   | Король Квинса              | The King of Queens        | Артур в детстве        |
| 2003      | мф  | В поисках Немо             | Finding Nemo              | Шелдон                 |
| 2004      | ф   | Рождество с неудачниками   | Christmas with the Kranks | Спайк Фромейер         |
| 2006      | кор | Недалеко от дома           | Once Not Far from Home    | мальчик                |
| 2006      | ф   | Артур и минипуты           | Arthur and the Invisibles | Жук / Мино             |
| 2007      | ф   | Мо                         | Mo                        | Мо                     |
| 2010      | ф   | Двенадцать                 | Twelve                    | Тимми                  |